# Mis Chicas
Mis chicas fue una revista de historietas española publicada desde San Sebastián entre 1941 y 1950 por Consuelo Gil. Contó con 407 números, siendo la primera revista femenina de la posguerra española y durante muchos años, la única.

## Características
Como indica su propio subtítulo, Mis Chicas estaba dirigida a «niñas mayores de siete años», aunque su media de edad era sensiblemente superior (tenía incluso lectoras veinteañeras) y también pretendía captar a sus hermanos.
Inicialmente, tenía un tamaño pequeñito y alargado de 13 x 21 cm, dado que se realizaba con el sobrante de papel de Chicos. En 1942, Consuelo Gil pudo aumentarlo a 24 x 18 cm, gracias a la concesión por parte de las autoridades de un cupo mayor de papel.
Mis Chicas incluía secciones variadas: cine, literatura, moral, Carta de la Tía Catalina (dedicada al contacto con las lectoras), además de novelas de Marisa Villardefrancos e historietas. Ideológicamente, las secciones didácticas huían de cualquier alusión política, centrándose en la pedagogía de los valores femeninos tradicionales: belleza, caridad, cocina, maternidad, etc. Entre sus historietas destacaban:
| Aparición         | Números                          | Título                                         | Autoría                         | Procedencia       |
| ----------------- | -------------------------------- | ---------------------------------------------- | ------------------------------- | ----------------- |
|                   |                                  | Anita Diminuta                                 | Jesús Blasco                    |                   |
|                   |                                  | Las Andanzas de Tomasita                       | Carmen Sert                     |                   |
| 1942              |                                  | Pituca y su Granja                             | Alcaide                         | Nueva             |
| 1943              |                                  | La venganza de Zumbín                          | Arnalot                         | Nueva             |
| 1943              |                                  | Cocolín y Jamoncito                            | Alcaide                         | Chicos            |
| 1943              |                                  | Historieta de Marina, la hormiguita chiquitina | Puigmiquel                      |                   |
| 1944              |                                  | Din, el duendecillo del bosque                 | Alcaide                         |                   |
| 1945              |                                  | Marga, Rafi y el viejo minero                  | Alcaide                         | Flechas y Pelayos |
|                   |                                  | Aventuras del gato Morronguito                 | Alejandro Blasco                |                   |
|                   |                                  | Pikis                                          | Alejandro Blasco                |                   |
|                   |                                  | Chispita                                       | Alejandro Blasco                |                   |
|                   |                                  | El Castillo de Oro                             | José María Canellas/Pili Blasco |                   |
| 1947              |                                  | Las aventuras de Antoñita la Fantástica        | Borita Casas                    |                   |
| 12/1948 a 12/1949 | Almanaques 1948 y 1949, núm. 536 | Jim Erizo                                      | Gabi                            |                   |
| 1949              |                                  | La Miss y Marga                                | Alcaide                         |                   |
| 1949              |                                  | Mariquita Cataclismo                           | Gordillo                        |                   |
| 1949              |                                  | Los problemas de Kitín                         | Gordillo                        | Chicos            |

También pueden citarse a otros autores como Julián Nadal y Gordillo.

## Trayectoria editorial
El primer número de Mis Chicas apareció el 2 de abril de 1942, pero no estabilizó su formato hasta 1944.
No fue hasta 1948 que empezó a contar con competencia, cuando apareció Volad. Dos años después, Consuelo Gil la sustituyó por Chicas, dirigida ya expresamente a lectoras más mayores.

## Importancia y valoración
Mis Chicas, por su condición de pionera, fue el punto de partida de todos los tebeos dedicados posteriormente al público femenino.
Terenci Moix alabó en 1968 la calidad de Mis Chicas, pero no así sus valores didácticos, considerándola propia de niñas menores de seis años y criticándola por su irracionalismo fantástico, que perpetuaba además el apartheid educacional entre los dos sexos.